# Gillian Justiana
Gillian Justiana (Zwolle, 5 marzo 1991) è un ex calciatore olandese, di ruolo difensore.

## Caratteristiche tecniche
Terzino sinistro, può essere impiegato anche come centrocampista difensivo o come esterno sinistro.

## Carriera

### Club
Comincia a giocare nelle giovanili del Be Quick '28, per poi trasferirsi al PEC Zwolle, che nel 2009 lo promuove in prima squadra. Nel 2011 viene acquistato dall'Helmond Sport.

### Nazionale
Ha debuttato in nazionale il 2 settembre 2011, in Antigua e Barbuda-Curaçao (5–2). Nel 2017 viene inserito nella lista dei convocati per la Gold Cup 2017.